# Henry Cressett Pelham
Henry Cressett Pelham (1729? -janvier 1803) est un homme politique britannique, connu sous le nom d'Henry Pelham jusqu'en 1792.

## Biographie
Fils cadet de Thomas Pelham, il fait ses études au Corpus Christi College de Cambridge et devient membre de Peterhouse en 1751 .
La même année, il est élu député de Bramber comme soutien du gouvernement; sous le patronage électoral de Lord Archer et Sir Henry Gough, qui contrôle la circonscription. Lors des élections de 1754, il est élu dans un autre arrondissement gouvernemental, Tiverton, en Cornouailles.
Apparemment, Pelham s'intéresse peu à la politique et, en 1758, sous le patronage de son cousin le duc de Newcastle, il est nommé commissaire des douanes. Cela l'oblige à quitter son siège et il est remplacé par Edward Hussey-Montagu (1er comte Beaulieu). L'éloignement politique de Pelham le fait épargner en décembre 1762, lorsque d'autres parents de Newcastle sont démis de leurs fonctions.
Il épouse Jane, fille de Nicholas Hardinge, le 1er septembre 1767  Ils ont eu trois enfants:
- John Cressett Pelham (? 1769–1838)
- Frances Cressett Pelham, épouse le révérend George Thursby; leurs descendants portent le nom de Thursby-Pelham
- Anne Cressett Pelham, mariée à Thomas Papillon.

Pelham hérite de son frère John des domaines de Catsfield et Crowhurst en 1786. Il démissionne de son poste aux douanes en 1788 et obtient une pension annuelle de 761 £. Il adopte le nom de famille supplémentaire de Cressett en 1792 après avoir hérité de sa nièce Mlle Cressett, et il est mort au début de 1803. Il est enterré à Cound le 8 janvier 1803.